# کارلوس کالوو (بازیکن فوتبال، زاده ۱۹۸۵)
کارلوس کالوو (انگلیسی: Carlos Calvo؛ زادهٔ ۱۸ سپتامبر ۱۹۸۵) بازیکن فوتبال اهل اسپانیا است.
از باشگاه‌هایی که در آن بازی کرده‌است می‌توان به باشگاه فوتبال هرکولس، باشگاه فوتبال اوئسکا، باشگاه فوتبال اودینزه، باشگاه فوتبال آلمریا، باشگاه فوتبال الچه، باشگاه فوتبال کادیس، باشگاه فوتبال گرانادا، و باشگاه فوتبال خرز اشاره کرد.